# Dieter Kaufmann (Komponist)
Dieter Kaufmann (* 22. April 1941 in Wien) ist ein österreichischer Komponist, Dirigent und Regisseur. Er ist einer der Pioniere der Elektroakustischen Musik in Österreich.

## Leben
Dieter Kaufmann legte im Jahr 1959 seine Matura ab. Danach studierte er Germanistik und Kunstgeschichte an der Universität Wien sowie Musikerziehung, Violoncello und Komposition bei Karl Schiske und Gottfried von Einem an der Universität für Musik und darstellende Kunst Wien. Von 1967 bis 1969 studierte er Komposition bei Olivier Messiaen und René Leibowitz am Conservatoire de Paris und Elektroakustische Musik bei Pierre Schaeffer und François Bayle am Groupe de recherches musicales in Paris.
Von 1963 bis 1967 war er Chorsänger (Wiener Staatsoper, Volksoper Wien und Theater an der Wien). 1966 war er Mitarbeiter des ORF-Landesstudios in Kärnten. 1970 wirkte er am Theater Pupodrom in Wien. Gemeinsam mit seiner Frau, der Schauspielerin Gunda König, und dem Tontechniker Walter Stangl gründete Kaufmann im Jahr 1975 das K & K Experimentalstudio in Wien.
Von 1976 bis 1980 war er Vizepräsident und von 1983 bis 1988 Präsident der Sektion Österreich der Internationalen Gesellschaft für Neue Musik. Von 1983 bis 1990 leitete er die Kompositionsklasse am Kärntner Landeskonservatorium. Von 1988 bis 1991 war er Präsident der Gesellschaft für Elektroakustische Musik deren Mitbegründer er im Jahr 1984 war. Von 1991 bis 2006 hatte er eine Kompositions-Professur an der Hochschule für Musik und Darstellende Kunst Wien inne und war dort Leiter des Instituts für Elektroakustik und Experimentelle Musik. Dort wirkte er auch als Studiendekan für Komposition, Dirigieren und Tonmeister. Außerdem war er Präsident der Gesellschaft zur Wahrnehmung mechanisch-musikalischer Urheberrechte und von 2001 bis 2004 des Österreichischen Komponistenbundes.
Dieter Kaufmann ist der Enkel von Anton Keschmann und der Neffe von Armin Kaufmann sowie der Vater von Ulrich Kaufmann.

## Auszeichnungen
- 1968: Förderungspreis der Stadt Wien[2]
- 1974: Förderungspreis (Land Kärnten)
- 1975: Kompositionspreis („Musikprotokoll beim Steirischen Herbst“)
- 1988: Magisterium für elektroakustische Musik der Groupe de musique expérimentale de Bourges
- 1990: Ernst-Krenek-Preis (Stadt Wien)[3]
- 1991: Preis der Stadt Wien für Musik[4]
- 1992: Würdigungspreis (Land Kärnten)
- 1996: Würdigungspreis (Österreich)
- 2008: Kärntner Landeskulturpreis[5]